# Cabras, Sardinien
Cabras är en ort och kommun i provinsen Oristano i regionen Sardinien i Italien. Kommunen hade 9 278 invånare (2017).